# Sveučilišni računski centar
Sveučilišni računski centar Sveučilišta u Zagrebu (skraćeno: Srce) najstarija je infrastrukturna ustanova hrvatske akademske i znanstvene zajednice u području izgradnje i primjene informacijskih i komunikacijskih tehnologija (ICT). Srce je sastavnica Sveučilišta u Zagrebu, koje je, kao tada jedino sveučilište u Hrvatskoj i osnovalo Srce 1971. godine. Za osnivanje i izgradnju angažirali su se rektor zagrebačkog Sveučilišta Ivan Supek i oba prorektora Hrvoje Požar i Nikša Allegretti, prepoznavši u tome projektu kapitalni objekt znanosti.S.  obzirom na nacionalni značaj i funkcije, Srce se financira iz Državnog proračuna unutar razdjela Ministarstva znanosti, obrazovanja i športa.
Srce je danas računski centar koji raspolaže značajnim računalnim sredstvima i središte je nacionalne e-infrastrukture (računalne, komunikacijske i informacijske infrastrukture), ali i ekspertno i obrazovno središte za primjenu ICT.
Odlukom predsjednice Republike Hrvatske Kolinde Grabar-Kitarović, Sveučilišnom računskom centru (Srce) Sveučilišta u Zagrebu i Hrvatskoj akademskoj i istraživačkoj mreži – CARNET i dodijeljene su Povelje Republike Hrvatske. Srcu za osobite zasluge u uvođenju i popularizaciji interneta i internetskih tehnologija u Republici Hrvatskoj, a CARNETu za osobite zasluge u dugogodišnjem razvoju obrazovanja pojedinaca i hrvatskog društva u cjelini pomoću novih informacijskih tehnologija i razvoja digitalno zrelog društva, s posebnim naglaskom na obrazovnu i akademsku populaciju u Republici Hrvatskoj.

## Temeljne funkcije Srca
Temeljne funkcije Srca su: 
(1) središnje čvorište e-infrastrukture sustava znanosti i visokog obrazovanja
(2) ekspertno središte za ICT
(3) središte za obrazovanje i podršku u području primjene ICT

## Važnije djelatnosti i projekti Srca
- Hrvatska nacionalna grid infrastruktura (CRO NGI), distribuirani računalno-informacijski resurs znanstvene i istraživačke zajednice u Republici Hrvatskoj
- StuDOM - sustav lokalnih mreža u svim studentskim domovima u Hrvatskoj
- CIX - Croatian Internet eXchange - nacionalno središte za razmjenu Internet prometa koje 2010. godine obilježava 10 godina rada
- Računalni klaster Isabella - zajednički resurs svih znanstvenika u Hrvatskoj za napredna računanja
- AAI@EduHr - autentikacijska i autorizacijska infrastruktura sustava znanosti i visokog obrazovanja u RH s više od 600.000 elektronički identiteta osoba iz sustava obrazovanja i znanosti
- Mrežne aplikacije - MWP (mjerenje web prostora), HRČAK (portal hrvatskih elektroničkih znanstvenih časopisa), DABAR (digitalni akademski arhivi i repozitoriji), DAMP i AMD (arhivi mrežnih publikacija)
- ISVU - Informacijski sustav visokih učilišta u Republici Hrvatskoj
- ISSP - Informacijski sustav studentskih prava (studentske iskaznice X-ice)
- Osnovni tečajevi za početne i napredne elemente informatičke pismenosti
- Specijalistički obrazovni programi za informatičare i računalne profesionalce (obrazovni program za IT-specijaliste edu4IT, programi Microsft IT akademije, Linux akademije, Ciscove akademije mrežnih tehnologija)
- Ispitni centri za međunarodne certifikate (Pearson VUE, Certiport)
- Centar za e-učenje u Srcu koji nudi čitav niz usluga, prije svega uporabu sustava za udaljeno učenje Merlin te prateće sustave e-portfolia i webinara

## Međunarodna suradnja
Jedan od prvih europskih projekata u kojem je Srce sudjelovalo nedugo nakon svog osnutka, u razdoblju od 1973. do 1979. godine, bio je COST 11-Europska informatička mreža. Tijekom 80-ih godina, ta se suradnja nastavila u okviru novih projekata COST 11-BIS-Razvoj protokola za prijenos datoteka te COST 11-TER-Mehanizam za zaštitu podataka u mrežama računala.
U svojoj bogatoj povijesti Srce je sudjelovalo i u organizaciji brojnih međunarodnih sportskih i drugih događanja od kojih izdvajamo suradnju i pružanje informatičke podrške u organizaciji Svjetskog kupa u gimnastici (Zagreb, 1982.), Svjetskog prvenstva u umjetničkom klizanju za juniore (Sarajevo, 1982.), Svjetskom kupu u alpskom skijanju (Bjelašnica, 1983), XIV. zimskih olimpijskih igara (Sarajevo, 1984), Igara dobre volje (Moskva, 1986.), te Univerzijade (Zagreb, 1987.).
Za potrebe XIV. zimskih olimpijskih igara Srce je izradilo cjelovit informacijski sustav, koji je prodan organizatorima XV. zimskih olimpijskih igara, Calgary '88. Iste je godine u Srcu izrađen i Informacijski sustav za 'on-line' upravljanje i praćenje gimnastičkih natjecanja na Ljetnim olimpijskim igrama u Los Angelesu. Tijekom godina stjecanja iskustava u pružanju potpore u organizaciji Olimpijskih igara u Srcu je nastao tim ljudi koji i danas, iako nezavisno od Srca, surađuje s Međunarodnim olimpijskim odborom (International Olympic Committee, IOC).
Danas Srce aktivno surađuje na sljedećim međunarodnim (EU) projektima:
- GÉANT4 - projekt je kao dio GÉANT2020 okvirnog partnerskog ugovora financiran sredstvima Europske unije u sklopu Okvirnog programa za istraživanja i inovacije – Obzor2020 (Horizon2020). U projektu će sudjelovat 40 partnera, europskih akademskih i istraživačkih mreža (National Research and Education Network, NREN) pod vodstvom organizacije GÉANT Association koja je formalno uspostavljena 7. listopada 2014. na sastanku u Berlinu udruživanjem TERENA-e i DANTE-a, a kao odgovor na zahtjev zajednice europskih akademskih i istraživačkih mreža za uspostavom jedinstvene upravljačke strukture. Hrvatsku u projektu zastupa Hrvatska akademska i istraživačka mreža – CARNET, a Srce sudjeluje u svojstvu treće strane (Third Party) odnosno kao višegodišnji partner CARNETa na projektima GÉANT.;
- EGI-InSPIRE - European Grid Initiative: Integrated Sustainable Pan-European Infrastructure for Researchers in Europe predstavlja pan-europski infrastrukturni grid projekt čiji su partneri nacionale grid infrastrukture (NGI). Srce je, kao koordinator Hrvatske nacionalne grid infrastrukture CRO NGI,  a uz znanje i suglasnost Savjeta CRO NGI, partner na projektu koji je započeo 1. svibnja 2010. EGI-InSPIRE nastavak je dosadašnjih EGEE projekata, a grid infrastruktura uspostavljena u prijašnjim fazama EGEE projekta, znana i kao EGEE grid, postaje EGI tj. Europska Grid Infrastruktura. Tri hrvatska EGEE sjedišta (FESB, IRB i Srce) time postaju sastavni dio EGI grida. Hrvatska nacionalna grid infrastruktura (CRO NGI) se na ovaj način povezuje sa sličnim europskim infrastrukturama čime se osigurava integriranost Hrvatske i hrvatskih znanstvenika u europski istraživački (ERA) i visokoobrazovni (EHEA) prostor.

Temeljem posebnog ugovora s tvrtkom DANTE (Delivery of Advanced Network Technology to Europe) iz Cambridgea (UK), koja upravlja paneuropskom mrežom GÉANT, Srce udomljuje i daje osnovnu podršku radu međunarodnog čvora te mreže u Republici Hrvatskoj na koji je povezana CARNETova mreža. 
Stručnjaci Srca sudjeluju u radu međunarodnih ustanova ili tijela, kao što su:
- ECAM- European Committee for Academic Middleware
  - Vijeće za akademski middleware koje djeluje pod okriljem GÉANT Association
- EDEN - European Distance and E-Learning Network, izvršni odbor
- EGI Council - European Grid Initiative Council
- e-IRG- e-Infrastructure Reflection Group
  - Nacionalni predstavnik u e-IRG
- EUGridPMA - European Policy Management Authority for Grid Authentication
- GÉANT Association
  - Uprava organizacije GÉANT Association
  - Radne skupine TF-EMC2: European Middleware Coordination and Collaboration i TF- MNM: Mobility and Network Middleware
- GeGC- Global eduroam Governance Committee 
  - Vijeće za globalnu uslugu eduroam™ koje djeluje pod okriljem GÉANT Association
  - Izvršni odbor projekta GN3
- REFEDS – Research and Education Federations, radna skupina koja okuplja predstavnike federacija elektroničkih identiteta iz znanstvene i obrazovne zajednice

Vezano uz aktivnosti na pojedinim proizvodima Srce ima svoje članstvo u sljedećim međunarodnim udrugama:
- EDEN: European Distance and E Learning Network
- EGI.eu: European Grid Initiative
- EUgridPMA – European Policy Management Authority for Grid Authentication in e-Science
- EUNIS: The European University Information Systems Organization
- euroCRIS: the European Organisation for International Research Information
- Euro-IX: European Internet Exchange Association
- EuroPACE: European association of universities and educational organisations for networked e-learning
- RIPE NCC - Réseaux IP Européens Network Coordination Centre[2]

## Vanjske poveznice
- Sveučilišni računski centar - Srce
- AAI@EduHr
- ISVU (Informacijski sustav visokih učilišta)
- HRČAK - Portal znanstvenih časopisa Republike Hrvatske
- StuDOM - lokalne računalne mreže studentskih domova RH  Arhivirana inačica izvorne stranice od 26. travnja 2021. (Wayback Machine)
- Sveučilišni računski centar – SRCE Hrvatska tehnička enciklopedija, portal hrvatske tehničke baštine. LZMK